# Korrelationsungleichung
Als Korrelationsungleichungen werden eine Gruppe von mathematischen Ungleichungen bezeichnet, welche den Begriff der positiven Korrelation auf partiell geordnete Mengen (POSETs) und distributive Verbände übertragen. Sie haben darüber hinaus eine wahrscheinlichkeitstheoretische Interpretation und berühren das mathematische Teilgebiet der Theorie der stochastischen Ordnungen.
Die Entwicklung wurde angestoßen durch die FKG-Ungleichung aus dem Jahr 1971, benannt nach C. M. Fortuin, Jean Ginibre und P. W. Kasteleyn, welche auf verschiedensten Gebieten Anwendung gefunden hat, unter anderem auf den Gebieten statistische Mechanik, Partikelsysteme, Kombinatorik und Perkolationstheorie.
Eine frühere Version dieser Ungleichung für unabhängige und identisch verteilte Zufallsvariablen wurde 1960 von Theodore Edward Harris bewiesen, wurde jedoch zunächst nicht von Mathematikern anderer Disziplinen rezipiert und erst durch die Veröffentlichung von
Fortuin, Kasteleyn und Ginibre bekannt. In diesem Zusammenhang spielt der Begriff des assoziierten Maßes (auch Maß mit positiven Korrelationen) eine Rolle.
Ausgehend von der FKG-Ungleichung wurden weitere ähnliche Ungleichungen gefunden, zum Beispiel die Holley-Ungleichung nach Richard Holley im Jahr 1974, oder die sehr allgemeine Vier-Funktionen-Ungleichung von Rudolf Ahlswede und David E. Daykin aus dem Jahre 1978, aus der die anderen genannten Ungleichungen folgen.

## Assoziierte Maße
Der Begriff des assoziierten Maßes wurde 1967 von J. D. Esary, Frank Proschan und D. W. Walkup eingeführt. Wegen der Analogie zu positiven Korrelationen von Zufallsvariablen wird von manchen Autoren auch die Bezeichnung Maß mit positiven Korrelationen verwendet.
Ein endliches Maß {\displaystyle \mu } auf {\displaystyle (X,{\mathfrak {B}})}, wobei {\displaystyle X} ein halbgeordneter topologischer Raum sei, heißt
assoziiert, falls
{\displaystyle \int fg\;\mathrm {d} \mu \geq \int f\mathrm {d} \mu \cdot \int g\mathrm {d} \mu }
für alle beschränkten, stetigen, monoton wachsenden Funktionen {\displaystyle f,g} von {\displaystyle X} nach {\displaystyle \mathbb {R} } gilt.

## Die FKG-Ungleichung
Die FKG-Ungleichung, benannt nach C. M. Fortuin, J. Ginibre und P. W. Kasteleyn (1971), ist ursprünglich eine Korrelationsungleichung auf distributiven Verbänden. Sie ist ein fundamentales Werkzeug auf den Gebieten der statistischen Mechanik und der probabilistischen Kombinatorik (speziell auf dem Gebiet der Zufallsgraphen.) Sie besagt übertragen auf ein wahrscheinlichkeitstheoretisches Setting in etwa, dass wachsende Ereignisse miteinander positiv korreliert sind.

### Formulierung für endliche distributive Verbände
Sei {\displaystyle X} ein endlicher distributiver Verband, und {\displaystyle \mu } ein Maß auf {\displaystyle X}, welches
{\displaystyle \mu (\{x\wedge y\})\mu (\{x\vee y\})\geq \mu (\{x\})\mu (\{y\})}
für alle {\displaystyle x}, {\displaystyle y} im Verband {\displaystyle X} erfüllt.
Diese Eigenschaft heißt auch Log-Supermodularität.
Die FKG-Ungleichung besagt dann, dass das Maß {\displaystyle \mu } assoziiert ist, also dass für
zwei beliebige bezüglich der von den Verbandsoperationen induzierten Halbordnung stetige, monoton wachsende, quadratintegrierbare Funktionen {\displaystyle f} und {\displaystyle g} von {\displaystyle X} nach {\displaystyle \mathbb {R} } gilt, dass sie positiv korreliert sind:
{\displaystyle \int fg\;\mathrm {d} \mu \geq \int f\mathrm {d} \mu \cdot \int g\mathrm {d} \mu }.
Ebenfalls positiv korreliert sind zwei Funktionen {\displaystyle f} und {\displaystyle g}, wenn man die Bedingung „monoton steigend“ durch „monoton fallend“ ersetzt. Ist die eine Funktion monoton wachsend, die andere monoton fallend, dann sind sie negativ korreliert. Ein Beweis befindet sich in der Originalarbeit.
Eine ähnliche Aussage gilt im allgemeineren Fall, dass {\displaystyle X} ein abzählbarer kompakter metrischer Raum ist. In diesem Fall muss {\displaystyle \mu } ein strikt positives endliches Maß sein und die Log-Supermodularität muss über Randereignisse (Zylindermengen) definiert werden.

### Weitere Formulierungen
In Rinott, Saks findet sich der Beweis für eine Form der FKG-Ungleichung für {\displaystyle \sigma }-finite Maße auf der (überabzählbaren) Menge {\displaystyle \mathbb {R} ^{d}}.
In diesem Fall wird Log-Supermodularität eines Maßes über die Dichtefunktion {\displaystyle \varphi } (bezüglich irgendeines Produktmaßes auf {\displaystyle \mathbb {R} ^{d}}) definiert, welche für alle {\displaystyle x,y\in \mathbb {R} ^{d}} erfüllen muss:
{\displaystyle \varphi (x)\varphi (y)\leq \varphi (x\wedge y)\varphi (x\vee y)}.
Die Griffith-Ungleichung ist eine weitere Ungleichung von 1967, welche die gleiche Aussage macht wie die FKG-Ungleichung, jedoch andere Voraussetzungen hat und Anwendung auf dem Gebiet des Ising-Modells hat.

## Die Harris-Ungleichung
Die Harris-Ungleichung ist im Prinzip die FKG-Ungleichung für Produktmaße, benannt nach Theodore E. Harris, welcher sie 1960 beim Studium von Perkolationen in der Ebene gefunden hat.
Wenn {\displaystyle X} eine totalgeordnete Menge ist, dann ist die Log-Supermodularität automatisch für jedes Maß {\displaystyle \mu } auf {\displaystyle X} erfüllt.
Es gilt zum Beispiel, dass für jede Wahrscheinlichkeitsverteilung {\displaystyle \mu } auf {\displaystyle \mathbb {R} }, und monoton wachsende quadratintegrierbaren Funktionen {\displaystyle f} und {\displaystyle g}
{\displaystyle \int _{\mathbb {R} }f(x)g(x)\,d\mu (x)\geq \int _{\mathbb {R} }f(x)\,d\mu (x)\,\int _{\mathbb {R} }g(x)\,d\mu (x),}
gilt. Dies folgt aus
{\displaystyle \int _{\mathbb {R} }\int _{\mathbb {R} }[f(x)-f(y)][g(x)-g(y)]\,d\mu (x)\,d\mu (y)\geq 0}
(die Terme in den eckigen Klammern haben das jeweils gleiche Vorzeichen.)
Die Log-Supermodularität ist auch automatisch erfüllt, wenn der Verband ein Produkt totalgeordneter Verbände ist, {\displaystyle X=X_{1}\times \dots \times X_{n}}, und {\displaystyle \mu =\mu _{1}\otimes \dots \otimes \mu _{n}}  ein Produktmaß auf {\displaystyle X}. In der Anwendung ist {\displaystyle \mu } häufig die (Produkt-)Verteilung von unabhängig und identisch verteilten Zufallsvariablen auf unabhängigen Kopien {\displaystyle X_{i}} eines Wahrscheinlichkeitsraumes.
Sei {\displaystyle E} eine endliche Indexmenge. Sei {\displaystyle X=\prod _{e\in E}\{0,1\}} versehen mit der koordinatenweisen Ordnung {\displaystyle \leq } und mit den Verbands-Operationen:
{\displaystyle \xi \vee \eta } sei für alle {\displaystyle \xi ,\eta \in X}, {\displaystyle e\in E} definiert über {\displaystyle \xi (e)\vee \eta (e):=\max\{\xi (e),\eta (e)\}},
sowie {\displaystyle \xi \wedge \eta } entsprechend über  {\displaystyle \xi (e)\wedge \eta (e):=\min\{\xi (e),\eta (e)\}}.
Mit diesen Operationen ist {\displaystyle X} eine Boolesche Algebra.
Sei {\displaystyle \mu } ein Wahrscheinlichkeitsmaß auf {\displaystyle (X,\wp (X))}. Dann schreibt sich die FKG-Ungleichung
{\displaystyle \mathbf {E} _{\mu }fg\geq (\mathbf {E} _{\mu }f)(\mathbf {E} _{\mu }g)}
für alle monoton wachsenden {\displaystyle f,g} für die die Erwartungswerte existieren,
wobei {\displaystyle \mathbf {E} _{\mu }} den Erwartungswert bezüglich {\displaystyle \mu } bezeichne.
Ein Ereignis {\displaystyle A\in \wp (X)} heißt entsprechend wachsend, wenn {\displaystyle \mathbb {I} _{A}(x)\leq \mathbb {I} _{A}(y)} für alle {\displaystyle x,y\in X} mit {\displaystyle x\leq y}. (Und ein Ereignis heißt fallend, wenn das Komplement {\displaystyle \Omega \setminus A} wachsend ist.)
Sind {\displaystyle A} und {\displaystyle B} wachsende Ereignisse, so gilt
{\displaystyle \mathbf {P} _{\mu }(A\cap B)\geq \mathbf {P} _{\mu }(A)\mathbf {P} _{\mu }(B).}
Ein Beweis der Harris-Ungleichung, der auf dem hier verwendeten Doppelintegral-Trick auf {\displaystyle \{0,1\}}  beruht, findet sich in Grimmett 1999.

### Beispiele

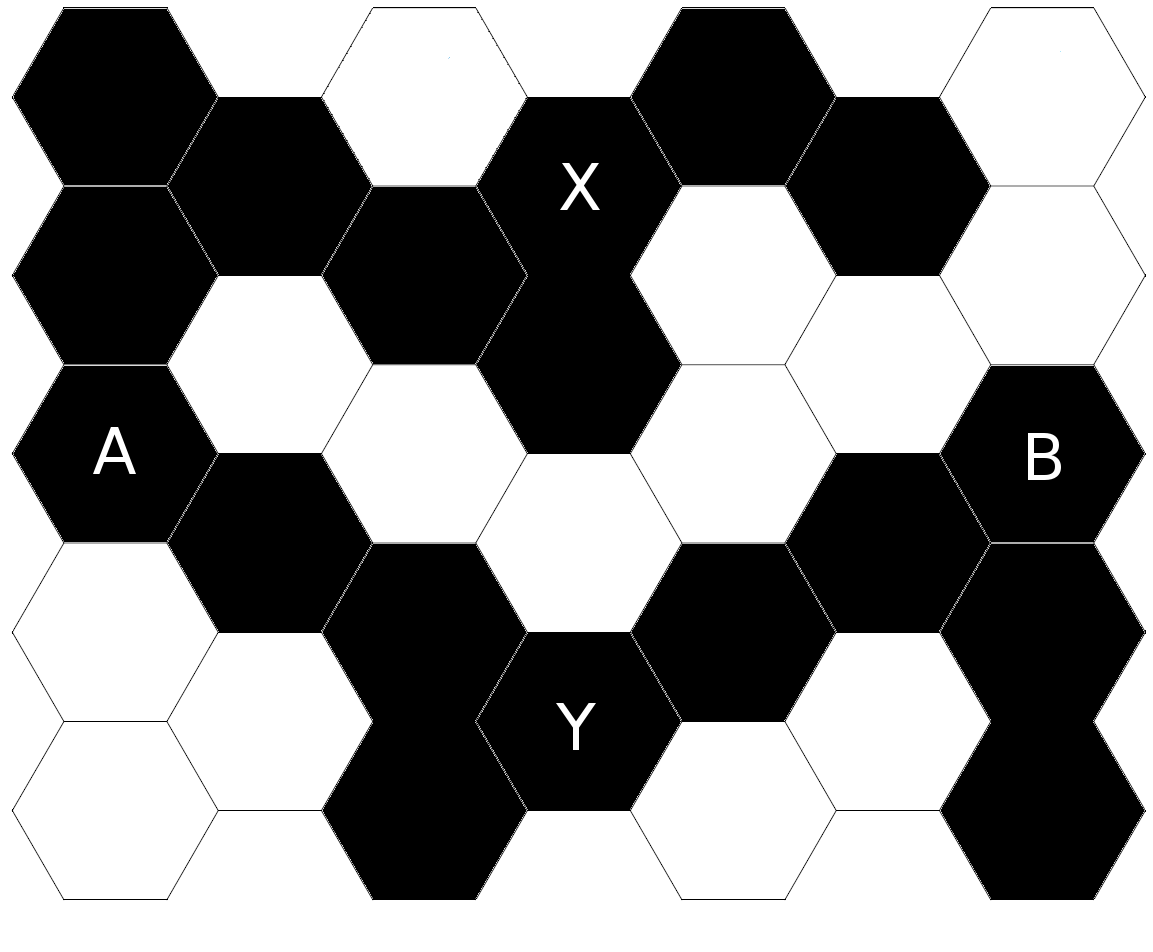
Wabengitter mit zufällig eingefärbten Waben.

Man färbe zufällig jedes Hexagon des unendlichen Waben-Gitters schwarz jeweils stochastisch unabhängig voneinander mit Wahrscheinlichkeit {\displaystyle p} und weiß mit Wahrscheinlichkeit {\displaystyle 1-p}. Seien {\displaystyle A,B,X,Y} vier (nicht notwendig verschiedene) solche Hexagone. Seien {\displaystyle A\leftrightarrow B} und {\displaystyle X\leftrightarrow Y} die Ereignisse, dass es einen schwarzen Pfad von {\displaystyle A} nach {\displaystyle B} respektive von {\displaystyle X} nach {\displaystyle Y}gibt. Dann besagt die FKG-Ungleichung, dass diese Ereignisse positive korreliert sind: {\displaystyle \mathbf {P} (A\leftrightarrow B,\ X\leftrightarrow Y)\geq \mathbf {P} (A\leftrightarrow B)\mathbf {P} (X\leftrightarrow Y)}. In anderen Worten, es wird vorausgesetzt, dass es bereits den einen schwarzen Pfad gibt, wird die Existenz des anderen Pfades wahrscheinlicher.
Im Erdős-Rényi-Zufallsgraph ist die Existenz eines Hamilton-Zyklus negativ korreliert mit der 3-Färbbarkeit des Graphen, da die Wahrscheinlichkeit der Existenz eines Hamilton-Zyklus mit der Anzahl der belegten Verbindungen steigt (steigendes Ereignis), während die Wahrscheinlichkeit von letzterem fällt (fallendes Ereignis).

## Die Holley-Ungleichung
Diese von Richard Holley 1974 entdeckte und gelegentlich als Holley-Ungleichung (englisch Holley inequality) bezeichnete Ungleichung besagt:
Seien {\displaystyle \mu _{1}} und {\displaystyle \mu _{2}} zwei strikt positive Verteilungen auf einem endlichen distributiven Verband {\displaystyle X}, welche
{\displaystyle \mu _{1}(\{x\wedge y\})\mu _{2}(\{x\vee y\})\geq \mu _{1}(\{x\})\mu _{2}(y\})} für alle {\displaystyle x,y\in X}
erfüllen. Dann gilt
{\displaystyle \int f\;\mathrm {d} \mu _{2}\geq \int f\;\mathrm {d} \mu _{1}}.
für alle monoton wachsende integrierbaren Funktionen {\displaystyle f}  auf {\displaystyle X}. Dies ist gleichbedeutend damit, dass
{\displaystyle \mu _{2}} größer als {\displaystyle \mu _{1}} bezüglich der gewöhnlichen stochastischen Ordnung ist. Thomas Liggett hat einen Beweis für Räume der Form {\displaystyle \Omega =\prod _{s\in S}\{0,1\}}, welcher auf der Kopplung zweier Markow-Ketten in stetiger Zeit mit {\displaystyle \mu _{1}} und {\displaystyle \mu _{2}} als stationären Verteilungen beruht.  Er gibt darüber hinaus an, wie der Beweis auf abzählbare Produkträume zu erweitern wäre.

## Alternative Voraussetzung für die FKG-Ungleichung
Sei {\displaystyle \mathbb {R} ^{d}} versehen mit der koordinatenweisen Halbordnung. Für eine Verteilung {\displaystyle \mu } auf {\displaystyle \mathbb {R} ^{d}} ist folgende Eigenschaft oft leichter zu überprüfen als die Log-Supermodularität:
Fixiert man eine Koordinate {\displaystyle i\in \{1,\dots ,d\}} und zwei Konfigurationen {\displaystyle \varphi } und {\displaystyle \psi } in {\displaystyle \mathbb {R} ^{d}} bezüglich der anderen Koordinaten, so dass {\displaystyle \varphi _{j}\geq \psi _{j}} for all {\displaystyle w\not =v}, die auf {\displaystyle \mu } bedingte Verteilung von  {\displaystyle \varphi _{i}} gegeben  {\displaystyle \{\varphi (j):j\not =i\}} ist stochastisch größer als die auf {\displaystyle \mu } bedingte Verteilung von {\displaystyle \psi }  gegeben {\displaystyle \{\psi _{j}:j\not =i\}}.
Erfüllt {\displaystyle \mu } diese Eigenschaft, dann ist {\displaystyle \mu } assoziiert.

## Die Vier-Funktionen-Ungleichung
Die im Jahre 1978 vorgelegte Vier-Funktionen-Ungleichung (englisch Ahlswede–Daykin inequality oder auch Four Functions Theorem (FFT)) lässt sich wie folgt formulieren:
Seien {\displaystyle f_{1},f_{2},g_{1},g_{2}} nichtnegative reellwertige Funktionen auf {\displaystyle \mathbb {R} ^{d}}, welche folgende
Bedingung erfüllen:
{\displaystyle f_{1}(x)f_{2}(y)\leq g_{1}(x\vee y)g_{2}(x\wedge y)} für alle {\displaystyle x,y}
Dann gilt für jedes log-supermodulare Maß {\displaystyle \mu } auf {\displaystyle \mathbb {R} ^{d}},
{\displaystyle \int _{\mathbb {R} ^{d}}f_{1}(x)\mathrm {d} \mu (x)\int _{\mathbb {R} ^{d}}f_{2}(x)\mathrm {d} \mu (x)\leq \int _{\mathbb {R} ^{d}}g_{1}(x)\mathrm {d} \mu (x)\int _{\mathbb {R} ^{d}}g_{2}(x)\mathrm {d} \mu (x)}
Es lässt sich zeigen, dass aus der Vier-Funktionen-Ungleichung Holleys Ungleichung folgt, aus der wiederum die FKG-Ungleichung folgt.